# Christian de Saint Hubert
Christian de Saint Hubert (Tianjin, april 1927 - Brasilia, 12 september 1992) was een Belgisch diplomaat en maritiem historicus.

## Biografie
Christian de Saint Hubert groeide op in China, waar zijn vader voor een Belgische spoorwegmaatschappij en bank werkte. In de periode 1943-1945 verbleef hij in een Japans concentratiekamp in Weifang. Hij studeerde rechten en politieke wetenschappen aan respectievelijk de universiteiten van Brussel (1952) en Genève, Zwitserland (1953).
In 1954 trad hij in dienst van Buitenlandse Zaken. Hij was achtereenvolgens op post in Madrid, Leopoldstad, Parijs, Bangkok, Addis Abeba, Buenos Aires en Madrid. In 1978 werd hij ambassadeur in Costa Rica, Nicaragua en Panama met verblijf in San José. In 1983 werd hij ambassadeur in Kenia, Oeganda en de Seychellen met verblijf in Nairobi. De Saint Hubert was ook Belgisch vertegenwoordiger bij een VN-milieu-organisatie met hoofdzetel in Nairobi. In 1987 keerde hij terug naar België, waar hij hoofd werd van het departement Afrika van Buitenlandse Zaken. Hij beëindigde zijn diplomatieke carrière als ambassadeur van Brazilië van 1988 tot 1992.
De Saint Hubert was tevens maritiem historicus. Zijn interesse ging uit naar het opstellen van uitgebreide lijsten van scheepsvloten. Hij publiceerde in onder meer The Belgian Shiplover, Warship en Warship International. Veel van zijn onderzoek bleef echter ongepubliceerd.
Hij was gehuwd met Sonia de Souza Bandeira, dochter van een Braziliaans diplomaat die hij leerde kennen in Bangkok. In 1992 werd hij vermoord door dieven die in hun woning in Brasilia inbraken.